# Zatka Čepić
 Zatka Čepić  (olaszul: Felicia) falu Horvátországban, Isztria megyében. Közigazgatásilag Kršanhoz tartozik.

## Fekvése
Az Isztriai-félsziget északkeleti részén, Labintól 20 km-re, községközpontjától 6 km-re északra, az A8-as autópályát a 64-es számú főúttal összekötő 500-as számú úttól nyugatra, a Čepići mező nyugati részén fekszik. Határának keleti része az a termékeny mező, mely az 1930-as években kiszáradt tó helyén található. Több, kisebb házcsoportból áll.

## Története
A falunak 1880-ban 142, 1910-ben 177 lakosa volt. 2011-ben 31 lakosa volt.

## Lakosság
| Lakosság változása | Lakosság változása | Lakosság változása | Lakosság változása | Lakosság változása | Lakosság változása | Lakosság változása | Lakosság változása | Lakosság változása | Lakosság változása | Lakosság változása | Lakosság változása | Lakosság változása | Lakosság változása | Lakosság változása | Lakosság változása |
| ------------------ | ------------------ | ------------------ | ------------------ | ------------------ | ------------------ | ------------------ | ------------------ | ------------------ | ------------------ | ------------------ | ------------------ | ------------------ | ------------------ | ------------------ | ------------------ |
| 1857               | 1869               | 1880               | 1890               | 1900               | 1910               | 1921               | 1931               | 1948               | 1953               | 1961               | 1971               | 1981               | 1991               | 2001               | 2011               |
| 0                  | 0                  | 142                | 167                | 160                | 177                | 0                  | 0                  | 145                | 127                | 112                | 82                 | 52                 | 49                 | 37                 | 31                 |